# Sporting Clube das Caldas
Ne pas confondre avec le Caldas Sport Clube, un autre club de football basé à Caldas da Rainha.
Maillots
Le Sporting Clube das Caldas est un club de football portugais basé à Caldas da Rainha.

## Histoire
Fondé en 1920, le Sporting Clube das Caldas fait ses débuts dans les championnats régionaux. Par la suite le club devient la 22e filiale du Sporting Clube de Portugal. Pendant la saison 1935-36, le club réalise l'exploit de remporter le championnat de Leiria pour la première fois de son histoire. Ainsi durant la même saison, le club participe pour la première fois de son histoire en deuxième division, qui sera également l'unique saison passée par le Sporting en deuxième division.
Par la suite le club désiste du football, mais le club est toujours présent dans d'autres sports tels que le basket-ball, le handball, le volley-ball ou encore le cyclisme.

## Joueurs emblématiques
| - Octaviano |

## Palmarès
| Compétitions nationales                                                            | Compétitions régionales                                               |
| ---------------------------------------------------------------------------------- | --------------------------------------------------------------------- |
| - Championnat du Portugal D2 (0) - Meilleure performance : 3e en 1935-36 (série 5) | - Championnat de 1re division de l'AF Leiria (1) - Champion : 1935-36 |